# Mission militaire française en Grèce (1884-1887)
La mission militaire française en Grèce (1884–1887) est appelée par le gouvernement de Charílaos Trikoúpis afin de réorganiser l’armée hellénique, en parallèle à une autre mission navale française appelée pour réorganiser la marine royale hellénique. Cette mission militaire, dirigée par le général de brigade Victor Vosseur (en), arrive en Grèce en novembre 1884. La mission n'est pas en mesure d'atteindre les objectifs initialement espérés, en raison du manque d'argent et du plus grand intérêt de Trikoupis pour la marine.
Cette mission est néanmoins suivie, une génération plus tard, par une autre mission militaire française (1911-1914), dirigée par les généraux Joseph-Paul Eydoux puis Étienne de Villaret, qui laissera plus de traces.

## Sources
- (en) Cet article est partiellement ou en totalité issu de l’article de Wikipédia en anglais intitulé « French military mission to Greece (1884–87) » (voir la liste des auteurs).
- (en) Zisis Fotakis, Greek naval strategy and policy, 1910–1919, Routledge, 2005, 8 p. (ISBN 978-0-415-35014-3)
- (el) Panagiotis Spyropoulos, Η επίδραση της γαλλικής εξωτερικής πολιτικής στη διαμόρφωση της ελληνικής στρατηγικής σκέψης (1830-1939) [« L'influence de la politique étrangère française sur la formulation de la pensée stratégique grecque »], Hellenic Army History Directorate,‎ 2014 (lire en ligne)